# Heaven and Earth Magic

Heaven and Earth Magic est un film d'avant-garde surréaliste américain réalisé par Harry Everett Smith. Initialement conçu en 1957, il a été réédité à plusieurs reprises, et la version définitive est sortie en 1962.
Le film utilise des collages de photographies en animation de type cut-out. La bande son est uniquement constituée de bruitages, mais le film est parfois projeté avec un accompagnement musical. Le film peut être considéré comme un précurseur du Monty Python's Flying Circus.
Il figure dans la liste des 1001 films à voir avant de mourir.

## Synopsis
L'histoire, abstraite, commence avec une silhouette blanche dansant sur un fond noir. Deux sarcophages se retrouvent face à face. Ils sont successivement ouverts, laissant se déverser différents objets. Un chien court dans tous les sens, défiant les lois de la physique.

## Fiche technique
- Réalisation : Harry Everett Smith
- Durée : 66 minutes
- Type : animation en Noir et blanc